# Комітет охорони республіки
Коміте́т охоро́ни респу́бліки — комітет, створений 22 березня 1919 лідерами Української соціал-демократичної робітничої партії (УСДРП) та Української партії соціалістів-революціонерів (УПСР) на міжпартійній нараді представників соціалістичних партій у Кам'янці-Подільському і тоді ж проголошений вищим органом державної влади в Українській Народній Республіці. По суті це була спроба здійснити державний переворот у країні, щоб не допустити укладання союзницького договору з Антантою та формування єдиного антибільшовицького фронту.
До складу комітету увійшли по два представники від ЦК УСДРП, УПСР, Кам'янецької трудової ради і Козацької ради кам'янецької залоги. Головою комітету було обрано В. Чехівського (УСДРП–незалежні), членами: А. Степаненка (заступник голови, УПСР), І.Лизанівського (УПСР), І. П. Мазепу (УСДРП), І.Романенка (УСДРП), М.Ткаченка (УСДРП–незалежні), Є.Малика (секретар), Волошина (від Трудової ради), Грищенка (УПСР), Казимиріва, Свистуна.
У відозві від 22 березня 1919 комітет проголосив себе тимчасовим представництвом центральної влади республіки і визначив свої головні завдання:
- стабілізувати внутрішнє життя країни,
- припинити переговори Директорії УНР з французьким командуванням в Одесі,
- налагодити контакти із радянськими урядами Росії та України на умовах визнання ними самостійності й незалежності УНР,
- налагодити легальне існування українських соціалістичних партій,
- вивести російські війська з території УНР,
- створити новий український уряд на Всеукраїнському з'їзді рад робітничих і селянських депутатів.

Комітет не отримав підтримки з боку державних і політичних інституцій, і тому 27 березня 1919 (через 5 днів свого існування) сповістив про припинення своєї діяльності.
Усіх членів КОР заарештовано комендантом Кам’янця-Подільського, згодом звільнено за наказом С. Петлюри, який планував змінити склад уряду, що було неможливо зробити без лідерів українських есерів і соціал-демократів.
Події в Кам’янці-Подільському висвітлили зростання прорадянських політичних настроїв у суспільстві та політичному проводі УНР й прискорили падіння уряду С. Остапенка.